# Klein verlet
In het Belgisch arbeidsrecht is het klein verlet de afwezigheid zonder loonverlies van de werknemer wegens familiegebeurtenissen, administratieve of gerechtelijke verplichtingen. Dit omvat het geboorte-, huwelijks- en rouwverlof. Het klein verlet wordt geregeld door de Arbeidsovereenkomstenwet, het koninklijk besluit van 28 augustus 1963 en collectieve arbeidsovereenkomsten, die soms het aantal gevallen of het aantal dagen klein verlet uitbreiden.
Het gaat om:
1. Huwelijk van de werknemer: twee dagen.
2. Huwelijk van een kind van de werknemer of van zijn/haar huwelijkspartner, van een broer, zus, schoonbroer, schoonzus, van de vader, moeder, schoonvader, stiefvader, schoonmoeder, stiefmoeder, van een kleinkind van de werknemer: één dag, verplicht te nemen op de dag van het huwelijk, als dit een werkdag is.
3. Overlijden van de huwelijks- of samenwonende partner, van een kind of pleegkind van de werknemer of van zijn/haar partner: tien dagen, waarvan drie te kiezen tijdens de periode tussen de dag van overlijden en de begrafenis
4. Overlijden van de vader, moeder, schoonvader, stiefvader, schoonmoeder, stiefmoeder van de werknemer: drie dagen, te kiezen tijdens de periode tussen de dag van overlijden en de begrafenis
5. Overlijden van een broer, zus, schoonzus, schoonbroer, grootvader, grootmoeder, kleinkind, van een overgrootvader, een overgrootmoeder, van een achterkleinkind, van een schoonzoon of schoondochter die bij de werknemer inwoont: twee dagen
6. Overlijden van een broer, zus, schoonzus, schoonbroer, grootvader, grootmoeder, kleinkind, van een overgrootvader, een overgrootmoeder, van een achterkleinkind, van een schoonzoon of schoondochter die niet bij de werknemer inwoont: de dag van de begrafenis
7. Bijwonen van een bijeenkomst van de familieraad, bijeengeroepen door de vrederechter: de nodige tijd (maximaal één dag)
8. Deelneming aan een assisenjury, oproeping als getuige vóór de rechtbank of persoonlijke verschijning op aanmaning van de arbeidsrechtbank: de nodige tijd, met een maximum van vijf dagen;
9. Uitoefening van het ambt van bijzitter in een stembureau of telbureau bij verkiezingen: de nodige tijd;
10. De door de werkgever doorbetaalde eerste drie dagen van het vaderschapsverlof (ook voor meemoeders); de bijkomende dagen zijn onbetaald maar geven recht op een uitkering van de mutualiteit.

Verder nog voor religieuze gebeurtenissen zoals plechtige communie, priesterwijding, kloosterintrede van een familielid. Het Koninklijk besluit vermeldt ook nog "Verblijf van de dienstplichtige werknemer in een rekruterings- en selectiecentrum of in een militair hospitaal ten gevolge van zijn/haar verblijf in een rekruterings- of selectiecentrum: de nodige tijd, met een maximum van 3 dagen", maar dat is achterhaald door de afschaffing van de dienstplicht.
Voor ambtenaren geldt een afzonderlijke (gunstiger) regeling, waar het meestal "omstandigheidsverlof" genoemd wordt.